# Forged in Fire
Forged in Fire (Desafío sobre fuego en Hispanoamérica, Forjado a fuego en España) es un programa de telerrealidad estadounidense que se transmite por History Channel, y es producida por Outpost Entertainment, una compañía de Leftfield Entertainment. En cada episodio, cuatro herreros compiten en un concurso el cual consta de tres fases de eliminación en donde deben forjar armas provistas de hoja. El ganador de cada episodio se lleva $10.000 y el título de campeón del día. La serie es conducida actualmente por Grady Powell quien reemplaza a Wil Willis (estuvo desde la temporada 1 hasta la temporada 7), en compañía de los jueces J. Neilson (Jason Knight durante algunos episodios de las temporadas 3 y 4), David Baker, Ben Abbott y Doug Marcaida, expertos en historia y uso de armas. History ordenó inicialmente ocho episodios, estrenándose el primero de ellos el 22 de junio de 2015. La segunda temporada se estrenó el 16 de febrero de 2016. La tercera temporada se estrenó el 23 de agosto de 2016 con un episodio en el cual todos los participantes habían sido campeones de episodios anteriores. La cuarta temporada se estrenó el 11 de abril de 2017 con un episodio llamado "Judge's Pick" en el que los cuatro jueces (Neilson, Knight, Baker, Marcaida) seleccionaron cada uno a un herrero de temporadas anteriores para competir nuevamente.

## Formato
El programa se filma en Brooklyn, Nueva York. El estudio, conocido como "La herrería", está provisto de una amplia gama de equipos de metalistería, incluyendo forjas de carbón y propano, amoladoras, martillos hidráulicos y prensas hidráulicas. Al final de cada ronda, el herrero cuya arma es considerada como la menos satisfactoria debe renunciar a ella y abandonar la competencia. El personal médico está presente para tratar cualquier lesión u otros problemas de salud y puede, a su discreción, descalificar a los herreros que no pueden continuar por estar en riesgo su seguridad.
En la primera ronda, los cuatro herreros se presentan con un material de partida que deben utilizar para forjar una hoja. En algunos episodios, todos comienzan con el mismo material; En otros, pueden elegir entre un surtido de objetos metálicos o deben rescatar su material de una fuente como un automóvil o una cortadora de césped. Willis establece un conjunto de criterios relativos a la hoja o la longitud de la hoja/espiga y, a menudo, un segundo conjunto para una característica que se debe incorporar, como serraciones o una ranura más completa; No todas las competiciones requieren una característica especial. A los participantes se les da normalmente 10 minutos previos para esbozar sus diseños, pero en algunas veces este tiempo se extiende ocasionalmente o se omite por completo. Después del período de diseño, se les da un período de tiempo establecido para forjar sus hojas. El tiempo de forjado es de tres horas en la mayoría de los episodios, pero puede extenderse a cuatro horas si la característica adicional plantea un desafío suficiente, como ser obligado a forjar una palanquilla con métodos modernos de acero damasquino y utilizarlo para la hoja. Una vez que el tiempo expira, los jueces evalúan las cuchillas basándose en los criterios de Willis e inspeccionan su mano de obra, calidad y diseño.
Para la segunda ronda, los tres herreros restantes reciben un tiempo adicional de tres horas para convertir sus hojas en armas completamente operativas. Se debe fijar una empuñadura (que se elige de una gama de materiales proporcionados) y amolar, afilar, y pulir las cuchillas. También pueden abordar cualquier defecto o problema señalado por los jueces en la primera ronda, si así lo deciden. Después de que el tiempo expire, los jueces utilizan cada arma en una serie de pruebas para medir propiedades tales como agudeza, durabilidad y facilidad de uso. Para estas pruebas, las armas se utilizan para cortar/ rebanar/apuñalar diversos objetos que incluyen bloques de hielo, cadáveres de animales, sacos de arena y puertas de automóviles. Si un arma sufre un fallo catastrófico, definido como daño que la hace insegura o ineficaz para pruebas adicionales, su herrero es inmediatamente descalificado. Los jueces pueden, a su discreción, optar por no someter un arma a una prueba en particular si está suficientemente agrietada, defectuosa o no cumple con las normas de seguridad en el diseño.
En la tercera ronda, a los dos herreros restantes se les muestran un arma históricamente significativa y se les da cinco días para crear una versión de la misma. Regresan a sus forjas para hacer el trabajo y cumplir con cualquier especificación establecida por Willis. Posteriormente, regresan al estudio para someterlas a pruebas contra objetos y entornos similares a los escenarios históricos en los que se usaban normalmente. Con base en los resultados de la prueba, los jueces seleccionan a un herrero para recibir el premio de $10.000.
En el episodio "Master & Apprentice" de la temporada 4, se incluyó la participación de cuatro parejas conformadas por maestros y aprendices de herrería. Solo un integrante de cada pareja podía trabajar, por lo que cada 30 minutos se intercambiaban en las primeras dos rondas, mientras que en la tercera el tiempo máximo de cada integrante era 1 hora. Igualmente se le permitió al integrante que no trabajaba ofrecer asesoramiento a su pareja. Para este episodio, el tiempo de forjado en la primera ronda se extendió a tres horas y media.

## Episodios

### Temporada 1 (2015)
| Episodios | Emisión    | Título                   | Resultados        | Resultados      | Resultados      | Resultados             |
| Episodios | Emisión    | Título                   | 1.er lugar        | 2.do lugar      | 3.er lugar      | 4.to lugar             |
| --------- | ---------- | ------------------------ | ----------------- | --------------- | --------------- | ---------------------- |
| 1 (1)     | 22/06/2015 | "Japanese Katana"        | Matthew Parkinson | Rich Greenwood  | Billy Helton    | Joe Waites             |
| 2 (2)     | 29/06/2015 | "Chakram"                | Chris Farrell     | Trenton Tye     | Grant Marcoux   | Chad Harding           |
| 3 (3)     | 03/07/2015 | "Viking Battle Axe"      | Ryu Lim           | Jonathan Porter | Phil Evans      | James Huse             |
| 4 (4)     | 13/07/2015 | "Katar"                  | David Goldberg    | Jaime L. Vining | Jimmy Seymour   | Arnon Andrey Kartmazov |
| 5 (5)     | 20/07/2015 | "Crusader Sword"         | Peter Swarz-Burt  | David Roeder    | Matt Venier     | Gabriel Bell           |
| 6 (6)     | 27/07/2015 | "The Elizabethan Rapier" | Guy Harris        | Peter Martin    | Peter Szymanski | JD Smith               |
| 7 (7)     | 03/08/2015 | "Gladius"                | Jamie Lundell     | Mareko Maumasi  | Maxon McCarter  | Adam Ison              |
| 8 (8)     | 10/08/2015 | "The Moro Kris"          | Mace Vitale       | Murray Carter   | Ray Kirk        | Jason Morrissey        |

### Temporada 2 (2016)
| Episodios | Emisión    | Título                  | Resultados     | Resultados            | Resultados         | Resultados       |
| Episodios | Emisión    | Título                  | 1.er lugar     | 2.do lugar            | 3.er lugar         | 4.to lugar       |
| --------- | ---------- | ----------------------- | -------------- | --------------------- | ------------------ | ---------------- |
| 1 (9)     | 16/02/2016 | "The War Hammer"        | Craig Camerer  | Jeff Bridgers         | Kim Stahl          | Harry Harkins    |
| 2 (10)    | 20/02/2016 | "Khopesh"               | Salem Straub   | Craig Trnka           | Chris Marks        | Zack Jonas       |
| 3 (11)    | 01/03/2016 | "The Scottish Claymore" | Scott Thomas   | Jonathan Wick         | Erin Simmons       | Earl Blackmore   |
| 4 (12)    | 08/03/2016 | "Spiked Shield"         | Ilya Alekseyev | Michael Coffey        | Tim Hintsala       | John Gruber      |
| 5 (13)    | 15/03/2016 | "Viking Sword"          | Travis Wuertz  | Morgan Medlen         | Tom Ward           | Mardi Meshejian  |
| 6 (14)    | 22/03/2016 | "Nepalese Kukri"        | Jason Reddick  | Josh Weston           | Kelly Potter       | Jason Ritchie    |
| 7 (15)    | 29/03/2016 | "The Shotel"            | Burt Foster    | Chad Osborne          | Kevin Klein        | Erin Aylor       |
| 8 (16)    | 05/04/2016 | "The Cutlass"           | Tobin Nieto    | Ron Mezile            | Bob Brandel        | Kyle Gahagan     |
| 9 (17)    | 12/04/2016 | "The Khanda"            | Ben Abbott     | Tom McGinnis          | Brent Stubblefield | Nathan Zimmerman |
| 10 (18)   | 19/04/2016 | "The Tabar"             | Ted Thompson   | Rob "Deker" Dekelbaum | Robert Burns       | Edward Kim       |

### Temporada 3 (2016-17)
| Episodios | Emisión    | Título                                     | Resultados          | Resultados         | Resultados         | Resultados        |
| Episodios | Emisión    | Título                                     | 1.er lugar          | 2.do lugar         | 3.er lugar         | 4.to lugar        |
| --------- | ---------- | ------------------------------------------ | ------------------- | ------------------ | ------------------ | ----------------- |
| 1 (19)    | 20/08/2016 | Edición de Campeones – "Scottish Claymore" | Ben Abbott          | Matthew Parkinson  | Salem Straub       | Burt Foster       |
| 2 (20)    | 23/08/2016 | Elección de los Fanes – "Hook Sword"       | David Roeder        | Rich Greenwood     | Kelly Potter       | Ryu Lim           |
| 3 (21)    | 06/09/2016 | "Butterfly Swords"                         | Shayne Carter       | Andy Alm           | Harry Burdett      | Michael Hoopes    |
| 4 (22)    | 13/09/2016 | "The Falcata"                              | Kelly Vermeer-Vella | Justin Jones       | Will Bagley        | Frank Christensen |
| 5 (23)    | 20/09/2016 | "Kora Sword"                               | Liam Hoffman        | Josh Smith         | Paul Happy         | Robby Bowman      |
| 6 (24)    | 27/09/2016 | "Kpinga"                                   | Jared Williams      | Eric Anthony Leong | Ryan Lewis         | Harlan Whitman    |
| 7 (25)    | 04/10/2016 | "The Boar Spear"                           | Allen Newberry      | Clayton Cowart     | Mike Sindel        | Chase Wilder      |
| 8 (26)    | 11/10/2016 | "Xiphos Sword"                             | Keith Hill          | Jon Maynard        | Sam Rutherford     | Riley Butz        |
| 9 (27)    | 18/10/2016 | "The Pandat"                               | Pete Winkler        | Jo Smith           | Brandon Brink      | April Franklin    |
| 10 (28)   | 25/10/2016 | "Zulu Iklwa"                               | Matthew Moline      | Lyle Wynn          | Scott Mcreynolds   | Clarence Jackson  |
| 15 (33)   | 10/01/2017 | Edición de Campeones – "The Pata"          | Travis Wuertz       | Shayne Carter      | Peter Swarz-Burt   | Scott Thomas      |
| 14 (32)   | 17/01/2017 | "The Zweihänder"                           | Jay Replogle        | Stephan Fowler     | Harry Black        | Emiliano Carrillo |
| 12 (30)   | 24/01/2017 | "Cavalry Saber"                            | David Mooneyham     | Todd Bitler        | Jason Glenn Howell | Nic Hanlon        |
| 11 (29)   | 31/01/2017 | "The Naginata"                             | Theo Nazz           | Joe Collett        | Walter Sorrells    | Erich Ouellette   |
| 13 (31)   | 07/02/2017 | "The Haladie"                              | Raymond Smith       | Stephen Williamson | Jason Kraus        | Adlai Stein       |
| 16 (34)   | 14/01/2017 | Redemption – "Viking sword"                | Gabriel Bell        | Clarence Jackson   | JD Smith           | Brandon Brink     |

### Temporada 4 (2017)
| Episodios | Emisión                                  | Título                                | Resultados                         | Resultados              | Resultados                        | Resultados                                              |
| Episodios | Emisión                                  | Título                                | 1.er lugar                         | 2.do lugar              | 3.er lugar                        | 4.to lugar                                              |
| --------- | ---------------------------------------- | ------------------------------------- | ---------------------------------- | ----------------------- | --------------------------------- | ------------------------------------------------------- |
| 1 (35)    | 11/04/2017                               | Elección de los Jueces – "La Ida"     | Mareko Maumasi                     | Josh Smith              | David Goldberg                    | Erin Simmons                                            |
| 2 (36)    | 11/04/2017                               | "Cuchillo de luna creciente"          | Nicholas Marcelja                  | Steve Godfrey           | Dustin Rhodes                     | Thor Laizans                                            |
| 3 (37)    | 18/04/2017                               | "The Katzbalger"                      | James Helm                         | Paul Walsh              | Rashelle Hams                     | Jesse Hauer (RET.)                                      |
| 4 (38)    | 25/04/2017                               | "Makraka"                             | Craig Barr                         | Paul Brown              | Brian Dimmock                     | Mark Nevling                                            |
| 5 (39)    | 02/05/2017                               | Elección de los Fanes – "The Panabas" | Josh Weston                        | Ray Kirk                | Robby Bowman                      | Chad Osborne                                            |
| 6 (40)    | 09/05/2017                               | "Akrafena"                            | Page Steinhardt                    | Brock Martin            | Larry Clements                    | Terry Mitchell                                          |
| 7 (41)    | 16/05/2017                               | "Talwar"                              | Jordan LaMothe                     | David McConnell         | Rick Fenlon                       | Carl Oliver                                             |
| 8 (42)    | 26/05/2017                               | "The Cinquedea"                       | Neil Kamimura                      | Dan Hurtado             | Storm Richardson                  | Demetrios Papatriantafyllou                             |
| 9 (43)    | 06/06/2017                               | "The Charay"                          | Steve Grosvenor                    | Daniel Rowe             | Mark Green                        | Tyler Mandgie                                           |
| 10 (44)   | 13/06/2017                               | Rendemption – "Sword Breaker"         | James Huse                         | Erich Ouellette         | Earl Blackmore                    | Morgan Medlen                                           |
| 11 (45)   | 11/07/2017                               | Maestro y Aaprendiz – "Nzappa zap"    | Frank Allen Wren II Nehemiah Russo | Jesse Rhodes Zack Lewis | Robert Timberlake Wesley Alberson | Joseph Szilaski John Lewis                              |
| 12 (46)   | 18/07/2017                               | La Ngulu                              | Steven Bryan                       | Paul Brock              | Robert Putantsu                   | Ryan Weeks                                              |
| 13 (47)   | 25/07/2017                               | "Samshir"                             | Andrew Taycach                     | Tim Shoal               | Tom Kinder                        | Chad Hollar                                             |
| 14 (48)   | 01/08/2017                               | "The Kachin Dao"                      | Shawn Ellis                        | Rachel Oliver           | Buster Grubbs                     | Chad Bozeman (Descalificación médica)                   |
| 15 (49)   | 08/08/2017                               | "Tabar Shishir"                       | Don Halter                         | Jason Henderson         | Alf Rudd                          | Francesco Muci                                          |
| 16 (50)   | 22/08/2017                               | "La tijera romana"                    | Michael Cross                      | Todd Martin             | Jack Barber                       | Leland Edward Stone                                     |
| 17 (51)   | 29/08/2017                               | "The Kampilan"                        | Nate Summers                       | Richard Epting          | Jim Poor                          | John Rainey                                             |
| 18 (52)   | 12/09/2017                               | "The Kpinga"                          | Gabe Mabry                         | Dave Catoe              | Josh Fikentscher                  | Randall W Turner                                        |
| 19 (53)   | 03/10/2017                               | "The Yatagan"                         | JW Randall                         | Julien Maniglier        | Guillermo Mendoza                 | Michal Sielicki                                         |
| 20 (54)   | 11/10/2017                               | Campeonato internacional              | Mark Steele Knapp                  | Christopher Price       | Holden Bystry                     | Dan Rotblatt                                            |
| 21 (55)   | 17/10/2017 Edición Campeones Absolutos - | "La espada recta Jian"                | Theo Nazz                          | Neil Kamimura           | Kelly Vermeer-Vella               | Nicholas Marcelja (1° ronda) Raymond Smith (preliminar) |
| 22 (56)   | 24/10/2017                               | "The Jumonji Yari"                    | David Mirabile                     | Brian Rognholt          | Josh Fenlon                       | Richard Moore                                           |
| 23 (57)   | 31/10/2017                               | "Par de hachas vikingas"              | Jeremiah Backhaus                  | Chris Rowley            | Jeff Renner                       | Joel Davis                                              |

### Temporada 5 (2018)
| Episodio | Emisión    | Título                                                    | Resultados                                               | Resultados               | Resultados                        | Resultados                                                       |
| Episodio | Emisión    | Título                                                    | 1.er lugar                                               | 2.do lugar               | 3.er lugar                        | 4.to lugar                                                       |
| -------- | ---------- | --------------------------------------------------------- | -------------------------------------------------------- | ------------------------ | --------------------------------- | ---------------------------------------------------------------- |
| 1 (58)   | 07/03/2018 | "The Rhomphaia"                                           | Bill Sowell                                              | Dwight Phillips          | Mark Collard                      | Steve Culver                                                     |
| 2 (59)   | 13/03/2018 | Edición "Rookies" "The War Golok"                         | Brian Schmidt                                            | Matt Wagner              | Tyler Grant                       | Joey Lynn (1ª Ronda) Steve Johnson (preliminar)                  |
| 3 (60)   | 20/03/2018 | "The Schiavona"                                           | Jeff Wagenaar                                            | Brad McDougall           | Brendan McHugh                    | Wes Whipple                                                      |
| 4 (61)   | 27/03/2018 | "The Sica"                                                | Tony Fetters                                             | Frank Sausto             | Corey Soper                       | Gage Mason                                                       |
| 5 (62)   | 03/04/2018 | "The Jumonji yari"                                        | Jacob Gayton                                             | Fuad Accawi              | Gary Sandstrom                    | Kyle Kilroy                                                      |
| 6 (63)   | 10/04/2018 | "The Kabyle Flyssa"                                       | Collin Sage                                              | Daniel Casey             | Bob Hastings                      | Jesse Adcock                                                     |
| 7 (64)   | 17/04/2018 | Desafío por Equipos "The Chinese Dao"                     | Mark J. Hopper Jessica D. Collins                        | Joe Carlton Casey Perdue | Raleigh Desiato Kelly Gregory     | Tyler Adkins Leon Vanguard                                       |
| 8 (65)   | 24/04/2018 | "The Karabela"                                            | Ethan Kempf                                              | Liam Fuller              | Ron Gramza                        | Evan Griffith                                                    |
| 9 (66)   | 01/05/2018 | "The Zande Spear"                                         | Drew Goodson                                             | Jason Nass               | Daniel James Reichow              | Larry Metcalf                                                    |
| 10 (67)  | 08/05/2018 | "The Navaja"                                              | Matthew Christiano                                       | Wade Seiders             | Christoph Deringer                | Brandon Austin                                                   |
| 11 (68)  | 15/05/2018 | "The German Halberd"                                      | Phillip Baldwin                                          | Johnathan Sibley         | Doran Doran                       | Ben Swapp                                                        |
| 12 (69)  | 22/05/2018 | "The Two-Handed Sword"                                    | Jonathan Allen                                           | Ed Wilson                | Andy Walker                       | Jordan Kataris                                                   |
| 13 (70)  | 28/05/2018 | Tributo a la Historia Militar "Naval Cutlass"             | Jon Nagel(Battalion S3 Operations Officer; Army Reserve) | Mike Miller(Marines)     | Jim McGuinn (Armored Scout; Army) | Perry Johnson (Combat Medic; Army) (descalificación facultativa) |
| 14 (71)  | 29/05/2018 | "Horseman's Axe"                                          | J. Alex Ruiz                                             | Mike Bailey              | Andrew Woznak                     | Bill van Heteran                                                 |
| 15 (72)  | 05/06/2018 | "Lion Spear"                                              | John Grady Hippard                                       | Matthew Berry            | Aaron Morrison                    | JC Krusen                                                        |
| 16 (73)  | 12/06/2018 | "Kelewang"                                                | Tim Lough                                                | Hunter Johnson           | Alan Kirby                        | Edward Lacey                                                     |
| 17 (74)  | 19/06/2018 | "Bagh Nakh"                                               | Chad Hatfield                                            | Josh Prince              | Aaron Trosky                      | John Galso                                                       |
| 18 (75)  | 26/06/2018 | "Glaive Guisarme"                                         | Nick Santella                                            | Alex Eisenberg           | Brian Neville                     | Dwight Neely (descalificación facultativa)                       |
| 19 (76)  | 03/07/2018 | "Pioneer Sword"                                           | Mark Sperry                                              | Nicholas Downing         | Garrin Bucco                      | John Dickinson                                                   |
| 20 (77)  | 17/07/2018 | "Wind and Fire Wheels"                                    | Rebel Rodriguez                                          | Chuck Cook               | Tony Miller                       | Steve Lewis                                                      |
| 21 (78)  | 24/07/2018 | "Smallsword"                                              | Derek Melton                                             | Bob Andrews              | John Clark                        | Atsatsa Antonio                                                  |
| 22 (79)  | 31/07/2018 | "Celtic Anthropomorphic Sword"                            | Bill Behnke                                              | Chuck Fowler             | Cole Coffer                       | Brett Onnink                                                     |
| 23 (80)  | 07/08/2018 | "The Kilij"                                               | Connor J. Myers-Norton                                   | Brian Weaver             | Curtis Haaland                    | Marc Setzer                                                      |
| 24 (81)  | 14/08/2018 | "The Sawback Hunting Sword"                               | Trevor Rideout                                           | Devin Cornell            | Mike Camp                         | Gordon Knapp                                                     |
| 25 (82)  | 21/08/2018 | "The Arming Sword"                                        | John Stokes                                              | Drew Hash                | Duane Bennet                      | Quentin Horton                                                   |
| 26 (83)  | 28/08/2018 | "The Sengese"                                             | Ashe Cravenock                                           | Levi Kring               | Geoff Keyes                       | Jon Turner                                                       |
| 27 (84)  | 04/09/2018 | "The Qinglong Ji"                                         | Michael Kerley                                           | Jason Fry                | Rob Singleton                     | Ryan Brewer                                                      |
| 28 (85)  | 12/09/2018 | "Hollywood Edition"                                       | Mike Deibert                                             | Trystan Nguyen           | Brian Bivens                      | Douglas Loven                                                    |
| 29 (86)  | 19/09/2018 | The "Steel Crossbow"                                      | JD Hungerford                                            | John-Francis Ellis       | Jeffrey Hedgecock                 | Michael Shrinkman                                                |
| 30 (87)  | 26/09/2018 | "The Landsknecht Sword"                                   | Todd Andrews                                             | DJ Morgan                | Derek Roemer                      | Sam Troxell                                                      |
| 31 (88)  | 03/10/2018 | Torneo Ronda 1 (Herradores) "The Mortuary Sword"          | Kirk Adkins                                              | Riley Kirkpatrick        | Chris Shook                       | Rae Lynn Vander Weide                                            |
| 32 (89)  | 10/10/2018 | Torneo Ronda 2 (Armeros) "The Hooded Katar"               | Nicholas Cochilla                                        | Ryan Weaver              | Howard Noble                      | Jacob Danker                                                     |
| 33 (90)  | 17/10/2018 | Torneo Ronda 3 (Herreros) "The Knightly Pole Axe"         | Derrick Kemper                                           | Karl Dunn                | Tony Rhode                        | Charlie Carpenter                                                |
| 34 (91)  | 24/10/2018 | Torneo Ronda 4 (Herreros Modernos) "The Flamberge Rapier" | Dave Parthemore                                          | Rick Rabjohn             | Rodger "Grizz" LaBrash            | Henry Massey                                                     |
| 35 (92)  | 31/10/2018 | Torneo de Campeones "Nodachi"                             | Dave Parthemore                                          | Nicholas Cochiolo        | Kirk Adkins                       | Derick Kemper                                                    |
| 36 (93)  | 07/11/2018 | "Slasher Edition" "Grim Reaper's Scythe"                  | Brandon Williams                                         | Chase Register           | Tim Miller                        | David Sowards-Emmerd                                             |
| 37 (94)  | 14/11/2018 | "Steel Takedown Bow"                                      | Tommy Matthews                                           | Michael Gould            | Dana Dupuis                       | Herbert "Sindri" Robertson                                       |
| 38 (95)  | 21/11/2018 | "Bardiche"                                                | John Wigger                                              | Michael Peterson         | Tim Troyer                        | Ken Hall                                                         |
| 39 (96)  | 12/12/2018 | "The Pipe Tomahawks"                                      | Mike                                                     | Cody Craig               | Rob Sign                          | Buddy Thomas                                                     |
| 40 (97)  | 19/12/2018 | "The Ring Hilted Sword"                                   | Shawn Shropshire                                         | Jason Brown              | Jody Lyddane                      | Aaron Mclean                                                     |

### Temporada 6 (2019)
| Episodio | Emisión    | Título                                                                   | Resultados                       | Resultados             | Resultados            | Resultados                  |
| Episodio | Emisión    | Título                                                                   | 1.er lugar                       | 2.do lugar             | 3.er lugar            | 4.to lugar                  |
| -------- | ---------- | ------------------------------------------------------------------------ | -------------------------------- | ---------------------- | --------------------- | --------------------------- |
| 1 (98)   | 06/02/2019 | Long Road to Redemption Parte 1                                          | Rae Lynn Vander Weide (T5E31) 5º | Marc Setzer (T5E23) 6º | Zack Lewis (T4E11) 7º |                             |
| 2 (99)   | 12/02/2019 | Long Road to Redemption Parte 2                                          | Matt Berry (T5E15)               | Aaron Morrison (T5E15) | Chris Price (T4E20)   | David Sowards-Emmerd(T5E36) |
| 3 (100)  | 20/02/2019 | "Washington's Colichemarde"                                              | Josh Nicolaides                  | Dan Bourlotos          | John Sims             | Andrew Smith                |
| 4 (101)  | 27/02/2019 | "The O-Katana"                                                           | Mickey Thompson                  | Cullen Erbacher        | Robert Guest          | Sam Hallett                 |
| 5 (102)  | 06/03/2019 | The "Hussar Saber"                                                       | Deke Parker                      | Brian Evelich          | Bubba Cantrell        | Eric Radliff                |
| 6 (103)  | 13/03/2019 | The "Barbarian Sword"                                                    | Ethan Lee                        | Michael Seronde        | Steve Humphrey        | Amy Weiks                   |
| 7 (104)  | 17/03/2019 | "The Javanese Kris"                                                      | Steve Coster                     | John Medelin           | Joe Nipper            | Brad Richardson             |
| 8 (105)  | 24/03/2019 | "General Yamashita's Gunto"                                              | Elijah Williams                  | Richey Crew            | Austin Hensley        | Dan Linton                  |
| 9 (106)  | 30/04/2019 | "The Greek Kopis Kopis"                                                  | John Summerhill                  | Mike Vannoy            | Daniel Navarro        | Curtis Shaw                 |
| 10 (107) | 08/05/2019 | "Battle of the Branches: Army US Army Officer's saber"                   | Tyler Hackbarth                  | Fermin Lopez           | Jack Stottlemire      | Dave Frotton                |
| 11 (108) | 08/05/2019 | "Battle of the Branches: Air Force USAF Non-Commisioned Officer's sword" | Mike Andriacco                   | Matt Prentice          | Joe Stickel           | Daren Tolley                |
| 12 (109) | 15/05/2019 | "Battle of the Branches: Marines USMC Officer's mameluke sword"          | Gene Hodges                      | Tripp Gwin             | Garrett Elting        | Rick Johnson                |
| 13 (110) | 15/05/2019 | "Battle of the Branches: Navy US Naval Officer's sword"                  | Lee Crawford                     | Jerad Clymer           | Elijah Waddle         | Tyler Northcutt             |
| 14 (111) | 22/05/2019 | "Battle of the Branches: Final George Washington's lion headed cuttoe"   | Tyler Hackbarth                  | Gene "Giddyup" Hodges  | Mike Andriacco        | Lee Crawford                |
| 15 (112) | 29/05/2019 | "The nagamaki" Nagamaki                                                  | Braxton Cox                      | Jake Sewell            | Kyle Reese            | Steve Wayne                 |
| 16 (113) | 05/06/2019 | "Attila The Hun's Espada_de_Atila Sword of Mars"                         | Randy Cass                       | Dan Strang             | Chris VanGoethem      | Grover Clifton              |
| 17 (114) | 12/06/2019 | "The partizan"                                                           | Philip Schrei                    | John Norwood           | Matt Waters           | Ian Rutkosky                |
| 18 (115) | 19/06/2019 | "The messer & the bi-knife"                                              | Jeff Peters                      | John Thunert           | Tanner Hetke          | Jason Palmer                |
| 19 (116) | 26/06/2019 | "Sacrificial Sword (Rāmdāo)"                                             | Josh Navarrete                   | Ben Spangler           | Kasey Kinkade         | Adam Jankowski              |
| 20 (117) | 03/07/2019 | "Foot Artillery Sword M1832 "                                            | John Phillips                    | Tommy Rodriguez        | Chuck Stone           | Levi Arbogast               |
| 21 (118) | 17/07/2019 | The "Astronaut Knife"                                                    | Jason Anderson                   | Sam Farnworth          | Mark Campana          | Tom Garden                  |
| 22 (119) | 24/07/2019 | The "Lochaber Axe"                                                       | Joshua Frost                     | Jesse Delveaux         | Jared Hobson          | Daniel Williams             |
| 23 (120) | 31/07/2019 | The "Cane Sword"                                                         | Doug Butts                       | Ashley Shaw            | Cody Myers            | Chad Bowlin                 |
| 24 (121) | 07/08/2019 | The "Boar Sword"                                                         | Jonathan Caruso                  | Isaac Grunstra         | Justin Kirck          | Ángel Medina Jimenez        |
| 25 (122) | 14/08/2019 | "Falchion"                                                               | Wayne Meligan                    | Mark Hemley            | Aaron Meliza          | Jesse Hemphill              |
| 26 (123) | 14/08/2019 | "Napoleon's Saber"                                                       | Seth Borries                     | Steven Hunter          | Shaun Carr            | Jonathon Morphis            |
| 27 (124) | 21/08/2019 | The "Bhuj"                                                               | Joe Vachon                       | Benton Frisse          | Josh Howard           | Adam Vordermark             |
| 28 (125) | 28/08/2019 | "BlackBeard's cutlass"                                                   | Jason Crum                       | Seth Marshall          | Stephen Montgomery    | Joseph Nimmons              |
| 29 (126) | 05/09/2019 | "Kung fu edition", "9-Ringed Broadsword"                                 | Mike Whetten                     | Burton Harruff         | Collin Miller         | Monty Styron                |
| 30 (127) | 12/09/2019 | "Genghis Khan's sword"                                                   | Everett Stone                    | Peter Hill             | James Mays            | Kodee Artis                 |

### Temporada 7 (2019–2020)
| Episodios | Emisión    | Título                                       | Resultados                                     | Resultados                                  | Resultados                             | Resultados                                 |
| Episodios | Emisión    | Título                                       | 1.er lugar                                     | 2.do lugar                                  | 3.er lugar                             | 4.to lugar                                 |
| --------- | ---------- | -------------------------------------------- | ---------------------------------------------- | ------------------------------------------- | -------------------------------------- | ------------------------------------------ |
| 01 (128)  | 09/10/2019 | "Sword of Perseus"                           | Jarred Ball                                    | Rob Wayman                                  | Dave McKay                             | Luke Anderson                              |
| 02 (129)  | 16/10/2019 | "Gunstock war club / General Patton's Saber" | John McNerney                                  | Chris Erbach                                | Ted Thornton                           | Josh Adams                                 |
| 03 (130)  | 23/10/2019 | "The Jian sword"                             | Casey Cleveland                                | Vince Molina                                | Shawn Moulenbelt                       | Ryan Brodbeck                              |
| 04 (131)  | 23/10/2019 | "The Rock Throwing Crosbow"                  | Colton Arias                                   | Craig Miller                                | Bryce Perez                            | Grant Saxman                               |
| 05 (132)  | 30/10/2019 | "Halloween Edition" War scythe               | Trevor Jenkinson                               | Alex Hillmeyer                              | Jeff Glasco                            | Willis Forinash                            |
| 06 (133)  | 30/10/2019 | "The Boa Zande sword"                        | Justin Chenault                                | Ben Jennen                                  | Sawyer Hibbard                         | Mike Pierce                                |
| 07 (134)  | 06/11/2019 | "Musketeer Rapier"                           | Jesse Ewing                                    | Teddy Royer                                 | Wilson Filaw                           | Dale Thorson                               |
| 08 (135)  | 06/11/2019 | "The Tizona El Cid"                          | Brent Smith                                    | Thomas Hacker                               | Jerry Cripe                            | Rick Hall                                  |
| 09 (136)  | 13/11/2019 | "Military Tribute / Scottish backsword"      | Billy Salyers                                  | Robert Soria                                | Shawn Chakravarty                      | Mike Johnston                              |
| 10 (137)  | 13/11/2019 | "Revolutionary War Spontoon"                 | Chris Hedberg                                  | Zane Burch                                  | Rocky Lemon                            | Tyler Hall                                 |
| 11 (138)  | 20/11/2019 | "The Barbarian Spatha"                       | Alex Horn                                      | Kevin Burkman                               | Mike Benton                            | Pat Biggin                                 |
| 12 (139)  | 20/11/2019 | "Family Edition" Iñigo Montoya's rapier      | Ron Hardman                                    | Jesse Harrison                              | Jessica Hardman                        | Robert Harrison                            |
| 13 (140)  | 27/11/2019 | "Frankish Throwing Axes"                     | Nic Overton                                    | Justin Kowspiachi                           | Cameron Alarcio                        | Matt Presti                                |
| 14 (141)  | 11/12/2019 | "A Very Forged Christmas"                    | Boyd Ritter                                    | Jamie Chandler                              | Bill Young                             | Ben Arlotta                                |
| 15 (142)  | 18/12/2019 | "The Chinese War Sword"                      | Bobby Walker                                   | Will Pearman                                | Justin Burton                          | Dallas Bradshaw                            |
| 16 (143)  | 08/01/2020 | "Excalibur, The Sword in the Stone"          | Scott Sweeter                                  | Colton Kiso                                 | Jarrett Cieslak                        | Sam Smith                                  |
| 17 (144)  | 15/01/2020 | "Charlemagne's Sword"                        | Peyton Ramm                                    | Mitch Cargile                               | Jason Tiensvold                        | Parker Mayers                              |
| 18 (145)  | 22/01/2020 | "The Spanish Conquistador Sword"             | Cody Hofsommer                                 | Brendan Steele                              | Ed Clarke                              | Zach Vince                                 |
| 19 (146)  | 29/01/2020 | "The Pirah"                                  | Kevin Burgess                                  | Weslie Null                                 | Kenny Smith                            | Mike Poor                                  |
| 20 (147)  | 29/01/2020 | "French Pioneer Sword"                       | Cade David Jenkins                             | Steven Brady                                | Ben Snure                              | Nick Johnson                               |
| 21 (148)  | 05/02/2020 | "Darb Sri Gun Chai Battle Sword"             | Paul Pinto                                     | James Davis                                 | Eric Davis                             | Robert Martin                              |
| 22 (149)  | 05/02/2020 | "Zulu War Axe"                               | Weston Paas                                    | Dustin Parrella                             | Josh Powell                            | Jieh Meinhold                              |
| 23 (150)  | 11/03/2020 | "The Chinese Zhanmadao"                      | Josh                                           | Nic                                         | Scotty                                 | Daniel                                     |
| 24 (151)  | 18/03/2020 | "The German Dussage"                         | Scott Bauers                                   | Marc Dean                                   | Matt Duncan                            | Steven Katz                                |
| 25 (152)  | 25/03/2020 | "First Responders Edition / Halligan's bar"  | Britt Barnes (Retired U.S Border Patrol agent) | Forest Hansen (Retired firefighter captain) | Chris Campbell (EMS chief firefighter) | Mark Casina (Army Military Police officer) |
| 26 (153)  | 01/04/2020 | "Game of Forge"                              | Trevor Krobe                                   | Victor Gonzalez                             | Mitchell Ray Greene                    | Garrett Secchi                             |
| 27 (154)  | 08/04/2020 | "The Ikakalaka"                              | Ricardo Vilar                                  | Nick Hix                                    | Travis Henderson                       | Leon Husock                                |
| 28 (155)  | 15/04/2020 | "Samurai Showdown / Sodegarami"              | Rita Thurman                                   | Justin Harrington                           | Chuy Talavera                          | Cory Miller                                |
| 29 (156)  | 22/04/2020 | "Baby Boomer vs Gen Z"                       | Forrest Ketner (Baby Boomers)                  | Caleb Ledford (Gen Z)                       | Zach Batanyan (Gen Z)                  | Jimmy Poole (Baby Boomers)                 |
| 30 (157)  | 29/04/2020 | "The Nimcha"                                 | Ryan Dumont                                    | Steve Wells                                 | Wesley Boone                           | Bud Smith                                  |
| 31 (158)  | 06/05/2020 | "The Titanium Smackdown"                     | Jarrod Fiskus                                  | Jimmy Martin                                | Dorian Mosak                           | Collin Steenbergen                         |
| 32 (159)  | 15/07/2020 | "Tomahawk and Bowie"                         | Brian                                          | Doc                                         | Jennifer                               | Stephen                                    |
| 33 (160)  | 22/07/2020 | "Japanese Ono"                               | Keaton                                         | Logan                                       | Dale                                   | Nic                                        |
| 34 (161)  | 29/07/2020 | "Super Champion Edition"                     | Collin Sage                                    | Jon Nagel                                   | Mike Rowley                            | "Spicy" Mike Kerley                        |
| 35 (162)  | 05/08/2020 | "Boateng Saber"                              | Glayden                                        | Matt                                        | Colette                                | Jimbo                                      |
| 36 (163)  | 12/08/2020 | "Summer Forging Games (Part 1)"              | Doug Zegel                                     | Justin Workman                              | D.J. Brelje                            | Rob Kemensky                               |
| 37 (164)  | 19/08/2020 | "Summer Forging Games (Part 2)"              | Chad Kennedy                                   | Gary Bird                                   | Matt Bingaman                          | Gene                                       |

### Temporada 8 (2020-2021)
| Episodio | Emisión    | Título                                                 | Arma Final                          | Resultados                                                 | Resultados                                 | Resultados                                                                          | Resultados                                               |
| Episodio | Emisión    | Título                                                 | Arma Final                          | 1.er lugar                                                 | 2.do lugar                                 | 3.er lugar                                                                          | 4.to lugar                                               |
| -------- | ---------- | ------------------------------------------------------ | ----------------------------------- | ---------------------------------------------------------- | ------------------------------------------ | ----------------------------------------------------------------------------------- | -------------------------------------------------------- |
| 1 (165)  | 18/11/2020 | "Veteran's Knife Special: Salute to Veterans"          | American Eagle Head Sabre           | Mike Rizzo                                                 | Brandon Rader                              | Chris Coe                                                                           | Trish Arno                                               |
| 2 (166)  | 25/11/2020 | "The Deadly Vajra-Mushti"                              | Vajra Mushti                        | Kyle Farace                                                | Ben Allanson                               | Zach Tarbell                                                                        | A.J. Saracinello                                         |
| 3 (167)  | 2/12/2020  | "The Legendary Sword of Saladin"                       | Sword of Saladin                    | Walter Baranowski                                          | Bryan Dana Custance                        | Paul DeStefano                                                                      | Evan Seahawk                                             |
| 4 (168)  | 9/12/2020  | "M1905 Springfield Bayonet"                            | Springfield Bayonet                 | Josh Wentz                                                 | Brad Ditty                                 | Menno                                                                               | Will Morris                                              |
| 5 (169)  | 16/12/2020 | "The Giant Sword of William Wallace"                   | William Wallace broadsword          | James Welker                                               | Lyle Nordquist                             | Ben Burcher                                                                         | Paul Crosby                                              |
| 6 (170)  | 23/12/2020 | "Forged in Fire Christmas: Forging Wonderland"         | George Washington's battle sword    | Stryker Gooch                                              | Pablo Martinez                             | Jaron Martindale                                                                    | Kodie Brewster                                           |
| 7 (171)  | 6/01/2021  | "The Massive Maguro Bocho"                             | Maguro bōchō                        | Doug Zegel                                                 | Justin Workman                             | D.J. Brelje                                                                         | Rob Kemensky                                             |
| 8 (172)  | 13/01/2021 | "Teeth of the Tegha"                                   | Serrated Tegha sword                | Aric Fontaine                                              | Kevin Adams                                | Beau Geeson                                                                         | Starlin Moran                                            |
| 9 (173)  | 17/02/2021 | "Headhunters Axe Revenge"                              | Headhunter Axe                      | Jordan Kepler                                              | Jesse Overton                              | Marcus Weiss                                                                        | Eric Alrecht                                             |
| 10 (174) | 24/02/2021 | "Russian Special Forces Spetsnaz shovel"               | Spetsnaz shovel                     | Mike Powell                                                | Cameron LaFranc                            | Travis Robie                                                                        | Garrett Olsen                                            |
| 11 (175) | 03/03/2021 | "Dahomey Machete of the Amazons"                       | Dahomey machete                     | Adam Coonradt                                              | Alex Morris                                | Charlie Bridges                                                                     | Scott Bragg                                              |
| 12 (176) | 10/03/2021 | "San Mai Mystery / Pira sword"                         | Pira sword                          | Davy Wilson                                                | Garrett Kemble                             | Chevy Waddoups                                                                      | Terry Dickey                                             |
| 13 (177) | 24/03/2021 | "Second Chance Tournament: Part 1"                     | Signature blades - Signature blades | James Mays (S6 E30) (1)                                    | Steve Wells (S7 E30) (2)                   | Jennifer Lyddane (S7 E32) (1)                                                       | Gordon "Gordy" Knapp (S5 E23)                            |
| 14 (178) | 31/03/2021 | "Second Chance Tournament: Part 2"                     | Dagger & Chopper - Haladie          | Michael Seronde (S6 E6) (1)                                | Rick Rabjohn (S5 E33)(2)                   | Sam Smith (S7 E16) (1)                                                              | Jason Palmer (S6 E18) (2)                                |
| 15 (179) | 07/04/2021 | "Second Chance Tournament: Finals Flyssa sword"        | Flyssa                              | Jennifer Lyddane (S7 E32 & S8 E14)                         | James Mays (S6 E30 & S8 E14)               | Sam Smith (S7 E16 & S8 E15)                                                         | Michael Seronde (S6 E6 & S8 E15)                         |
| 16 (180) | 14/04/2021 | "Memory Game"                                          | Elephant tusk sword                 | Jayden Simisky 2. 3. 4.                                    | Matt Schweinberg                           | Connor Logan                                                                        | Jason Redman                                             |
| 17 (181) | 21/04/2021 | "WWE Edition"                                          | Bastard sword                       | Philip ("Sergeant Cheesebadger")                           | Hunter Copeland ("The Vulcan Viking")      | Josh Patterson ("Black Rooster")                                                    | Nicholas Maiden ("Green River")                          |
| 18 (182) | 28/04/2021 | "Arctic Forge"                                         | Northern long seax                  | Devon Chatterley                                           | Clay Wolf                                  | Andrew Cole Glaser                                                                  | Chad Morton                                              |
| 19 (183) | 05/05/2021 | "Civil War Battle / Ulysses S. Grant's donelson sword" | General Grant's "Donelson Sword"    | Isaac Gardner                                              | Paul Sutt                                  | Nathan Sistare                                                                      | Trey Wright                                              |
| 20 (184) | 12/05/2021 | "Casino Challenge / Pandat & Boa-Zande swords"         | Pandat, Boa-zande sword & Kelewang  | Chris Gardner (Pandat) 2. 3.                               | Damond Clark (Boa-Zande)                   | Johnnie Cane                                                                        | Alexander Davis                                          |
| 21 (185) | 19/05/2021 | "Casino Challenge / Pandat & Boa-Zande swords"         | Pair of Ginunting swords            | Chris O'Brien                                              | Bryan Salisbury                            | Max Smith                                                                           | Steve Pyatt                                              |
| 22 (186) | 26/05/2021 | "Fire and Water / Korean Woldo"                        | Woldo                               | Eric Himker                                                | Dave Armor                                 | Jimmy Riley                                                                         | Martin Sack                                              |
| 23 (187) | 09/06/2021 | "Sledgehammer Showdown / Polish war hammer"            | Polish war hammer                   | Josh Fisher                                                | Mike Baldino                               | Brian Hennes                                                                        | Neil Warren                                              |
| 24 (188) | 16/06/2021 | "Medieval Sword of Mystery"                            | Medieval Mystery Sword              | Cordale Whitfield                                          | Larry Rhoades                              | Chris Halk                                                                          | Dana Rider                                               |
| 25 (189) | 23/06/2021 | "Pick your poison / Burmese Dha sword"                 | Burmese Dha                         | Tony Bravo                                                 | Colin Roy                                  | Caleb Peck                                                                          | Cody Kruseman                                            |
| 26 (190) | 30/06/2021 | "The forge of fear competition                         | Fireman's axe                       | Jordan Jackson                                             | Peter Farquhar                             | Bobby Slagle                                                                        | James Hatfield                                           |
| 27 (191) | 07/07/2021 | "The Terrifying Tuareg Takoba"                         | Tuareg Takoba                       | Joshua Kim                                                 | Dustin Mavity                              | Ben Graber                                                                          | Calvin Hargis                                            |
| 28 (192) | 14/07/2021 | "Barrel Full of Mistery"                               | Walloon sword                       | Andrew Hall                                                | Kade Daniels                               | Micah Duncan                                                                        | Daniel Pantoja                                           |
| 29 (193) | 21/07/2021 | "Armed Forces Tournament Part 1"                       | Machete - Air Force Survival Axe    | Duel 1: "E-4": Garrett Elting (Corporal; Marines) (T6 E12) | Robert Guest (Specialist; Army) (T6 E4)    | Duel 2:"Two Branch": Joe Stickel (Chief Master Sergeant; Army & Air Force) (T6 E11) | Dana Dupuis (Master Sergeant; Navy & Air Force) (T5 E36) |
| 30 (194) | 28/07/2021 | "Armed Forces Tournament Part 2"                       | Survival axe - Bolo Bayonet         | Duel 3: "Champions": Ethan Lee (Navy) (T6 E6) (1)          | Mike Rizzo (Army) (T8 E1) (2)              | Duel 4: "Sergeant": Fermin Lopez (Sergeant, Black Hawk Combat Medic; Army) (T6 E10) | Joe Collett (Staff Sergeant; Air Force) (T3 E14)         |
| 31 (195) | 04/08/2021 | "Armed Forces Tournament Finale"                       | "Ames" Cavalry Saber                | Fermin Lopez (Army) (T6 E10 & T8 E31)                      | Garrett Elting (Marines) (T6 E12 & T8 E30) | Ethan Lee (Navy) (T6 E6 & T8 E31)                                                   | Joe Stickel (Army & Air Force) (T6 E11 & T8 E30)         |

### Temporada 8 (Segunda Parte) (2021-2022)
| Episodios | Emisión    | Título                                     | Arma Final                | Resultados           | Resultados                                             | Resultados                                      | Resultados        |
| Episodios | Emisión    | Título                                     | Arma Final                | 1.er lugar           | 2.do lugar                                             | 3.er lugar                                      | 4.to lugar        |
| --------- | ---------- | ------------------------------------------ | ------------------------- | -------------------- | ------------------------------------------------------ | ----------------------------------------------- | ----------------- |
| 1 (196)   | 08/12/2021 | "Judges Takeover: Doug Marcaida"           | Kortada sword             | Jason Coy            | Trinity Troutt                                         | Jeremy Vineyard                                 | Erik Stevens      |
| 2 (197)   | 08/12/2021 | "Young Guns Challenge"                     | German longsword          | Colton Arias (T7 E4) | Kevin Burgess (T7 E19)                                 | Deke Parker (T6E5) / Cade David Jenkins (T7E20) | N/A               |
| 3 (198)   | 15/12/2021 | "Judges Takeover: Ben Abbott"              | Sutton Hoo Sword          | Josh Adams           | Jarred Irby                                            | Paul Elkins                                     | Clayton Martin    |
| 4 (199)   | 15/12/2021 | "The Dark Side"                            | Executioner's sword       | Gunnar Wilbanks      | Nathan Anderson                                        | Don Clary                                       | Christy Whittaker |
| 5 (200)   | 22/12/2021 | "Judges Takeover: J. Neilson"              | Maguindanao kris          | Dale Brannigan       | John Blankman                                          | Tyler Grantrodm                                 | Wesley Crum       |
| 6 (201)   | 22/12/2021 | "Damascus 500"                             | Mesopotamian sickle sword | Robert Taylor        | Jacob Gaetz                                            | Jeremy Bartlett                                 | Aubrey Hummer     |
| 7 (202)   | 29/12/2021 | Judges Takeover: Dave Baker"               | Fantasy broadsword        | Wade Plumlee         | Jim Morrissey                                          | Bob Clarke                                      | Tyler Reinhardt   |
| 8 (203)   | 29/12/2021 | "The Firangi Sword"                        | Firangi sword             | Brandon Hyner [199]  | Grant Peters                                           | Evan Daniel Purviance & Chris Gregory           | N/A               |
| 9 (204)   | 05/01/2022 | "200th Episode: Fan's Choice"              | Darb Sri Gun Chai         | Chris Moss           | Jimmy Coronado                                         | Michael Bizark                                  | Tim Jane ("TJ")   |
| 10 (205)  | 12/01/2022 | "Beat the Unbeaten: Round One"             | Messer sword              | Ben Abbott           | Brandon Franklin                                       | Andrew Swanger & Jesse Hatcher                  | N/A               |
| 11 (206)  | 12/01/2022 | "Beat the Unbeaten: Scrap Steel Challenge" | Irish ring-hilted sword   | Ben Abbott           | Rob Loveday                                            | Jeremy Gonzales & Zechariah Nelson              | N/A               |
| 12 (207)  | 19/01/2022 | "Beat the Unbeaten: Broken Blade Revenge"  | Chinese War Sword         | Ben Abbott           | Caleb Ledford (T7 E29)                                 | Chris Campbell (T7 E25) / Dorian Mosak (T7 E31) | N/A               |
| 13 (208)  | 26/01/2022 | "Beat the Unbeaten: Back for Revenge"      | Ida sword                 | Ben Abbott           | Brent Stubblefield (T2 E9)                             | Nathan Zimmerman (T2 E9)                        | N/A               |
| 14 (209)  | 02/02/2022 | "Beat the Unbeaten: The Final Showdown"    | Spatha sword              | Ben Abbott           | Nicholas Cochiolo (T5 E31 & T5 E34) (Elección de Dave) | Zach Tarbell (T8 E2) (Elección de Doug)         | N/A               |

### Temporada 9 (2022-)
| Episodios | Emisión    | Título                                            | Primer Arma | Arma Final                                                                                                 | Resultados                                      | Resultados                | Resultados                                   | Resultados                  |
| Episodios | Emisión    | Título                                            | Primer Arma | Arma Final                                                                                                 | 1.er lugar                                      | 2.do lugar                | 3.er lugar                                   | 4.to lugar                  |
| --------- | ---------- | ------------------------------------------------- | --- | --- | ----------------------------------------------- | ------------------------- | -------------------------------------------- | --------------------------- |
| 1 (210)   | 30/03/2022 | "Crushed Car Challenge"                           | | Curved Katars                                                                                              | Matthew Shairi                                  | Mike Damaski              | Dillion Wood                                 | Jim Jernigan                |
| 2 (211)   | 06/04/2022 | "Blackout"                                        | The Sword of Mercy | | Ron Berkland                                    | Sean Meadows              | Dan Greene                                   | J.D. Bostick                |
| 3 (212)   | 13/04/2022 | "The Ninja's Sword"                               | Hoja de ninja ligera "esqueletizada" (utilizando dos armas de ninja: estrellas arrojadizas, Sai, ganchos de agarre y nunchakus hechos de acero de alto carbono) | | Jason Floyd                                     | Brett South               | Dave Bartley                                 | Anthony Brogantic           |
| 4 (213)   | 20/04/2022 | "Sheet Metal Challenge"                           | | Serrated Indian Saber                                                                                      | Ira Houseweart                                  | Mark Smith                | Andrew Slaughter                             | Brenden Bohannon            |
| 5 (214)   | 27/04/2022 | "Blades Gone Wild"                                | | Parang Nabur                                                                                               | Ben Seacrest                                    | Richard B.                | Cheyenne Brown                               | Andrew Suchka               |
| 6 (215)   | 04/05/2022 | "Double Trouble Blades"                           | | Cinquedea Sword                                                                                            | Cody Adolphson                                  | Paul Rasp                 | Tim Huff                                     | Gari Jimenez                |
| 7 (216)   | 25/05/2022 | "The Knife Fight"                                 | | "Fighter" Knife                                                                                            | Bill Pyles                                      | Thomas Franklin           | Karri Rahkonen                               | Rhys                        |
| 8 (217)   | 01/06/2022 | "The Gaucho's Revenge"                            | | Sable Argentino                                                                                            | Gary Graham                                     | Eduardo Sol               | Josh Langpit                                 | Matt Aaron                  |
| 9 (218)   | 08/06/2022 | "Sergeant Hayden's Sword"                         | | Sargeant Hayden's Sword                                                                                    | Nathan Butcher                                  | Stephanie Aiuto           | Adam Till                                    | Jason Lyle                  |
| 10 (219)  | 15/06/2022 | "Revolutionary War Forge"                         | | Continental Calvary Saber                                                                                  | Justin Hammond                                  | Mike Lavallee             | Robert Miller                                | Matt "G" Gaetano            |
| 11 (220)  | 22/06/2022 | "Flip the Forge"                                  | | Dpa'dam (Tibetan Sword)                                                                                    | Josh Friend                                     | Cliff Ivey                | Jacie Cotterell                              | Bradey Peavy                |
| 12 (221)  | 29/06/2022 | "Out to Sea"                                      | | Cuchillo de herrero (con mango de esqueleto, utilizando metal oxidado que fue pescado del océano)          | Felicia Howard                                  | Jonathan Howe             | Emilio Carbajal                              | N/A                         |
| 13 (222)  | 06/07/2022 | N/A                                               | 1º Falx (Tecnica Damasco Retorcido) / | 2º Spatha (Tecnica Go Mai)                                                                                 | 1er Evento: 1. Kurt ($5,000)                    | 2. Alex                   | 2º Evento: 1. Kurt ($5,000)                  | 2. Bryan                    |
| 14 (223)  | 13/07/2022 | "Gladiators of the Forge: The Battles Continue"   | 1º Kopis (Damasco Lluvia) / | 2º Xiphos (Damasco San Mai)                                                                                | 3er Evento: 1. Jesse ($5,000)                   | 2. Kurt (S9E13)           | 4º Evento: 1. Jesse ($5,000)                 | 2. Ben                      |
| 15 (224)  | 20/07/2022 | "Gladiators of the Forge: Vikings vs. Gladiators" | 1º Sica (Damasco 120 capas) / | 2º Rhomphaia (Técnica Go Mai)                                                                              | 5º Evento: 1. Jesse ($5,000) (S9 E14)           | 2. Eric                   | 6º Evento: 1. Jesse ($5,000) (S9E14)         | 2. Jason                    |
| 16 (225)  | 27/07/2022 | "Gladiators of the Forge: A Champion's Quest"     | 1º Dos Dagas Pugio (Damasco encapsulado con cadena de Bicicleta) /                                                                                              | 2º Gladius (Damasco Encapsulado con Rodamientos)                                                           | 7º Evento: 1. Jesse ($15,000) (S9 E14 & S9 E15) | 2. John                   | 8º Evento: 1. Jesse ($5,000) (S9E14 & S9E15) | 2. Matt                     |
| 17 (226)  | 03/08/2022 | "Gladiators of the Forge: The Final Battles"      | Evento 9: Acinaces (utilizando acero de alto carbono 1095 y 15N20 en un damasco retorcido de 100 capas)                                                         | Evento 10: Dolabra (utilizando cualquier metal y técnica)                                                  | 9º Evento: 1. Jesse Hu ($5,000) (S9 E14–16)     | 2. Eric Perrault (S9 E15) | 10º Evento: 1. Jesse Hu ($5,000) (S9 E14–16) | 2. Kurt Komyati (S9 E13–14) |
| 18 (227)  | 10/08/2022 | "Notorious Naga"                                  | | Hoja distintiva (utilizando 3 tipos diferentes de acero en la técnica Go Mai)                              | Joseph "JoJo" Salyers                           | Chris Smith               | Todd Dekoda                                  | Sherwin Farhang             |
| 19 (228)  | 17/08/2022 | "Fastest Blade in the West"                       | | Cuchillo Bowie mexicano (utilizando cualquier acero de la despensa de The Forge)                           | Erich Finch                                     | Gregory McClure           | Nathan Payne                                 | L.J. Jarrett                |
| 20 (229)  | 24/08/2022 | "Best in Damascus"                                | | Hoja distintiva (utilizando la elección de 1095, 15N20, 80CrV2, níquel y cobre en un damasco en capas)     | Ryan Searles                                    | Matt Roberts              | Jason Dingledine                             | Abram Perry                 |
| 21 (230)  | 31/08/2022 | "Friend or Foe"                                   | | Espada ancha escocesa (utilizando la elección de material y técnica)                                       | Max Harden                                      | Josh Hardman              | Dan Lewis & Tony Lewis                       | N/A                         |
| 22 (231)  | 05/10/2022 | "Supersized: Sword"                               | | Hoja distintiva (utilizando acero de rieles de ferrocarril)                                                | Michael Dillion                                 | John Simon                | Mark Howland                                 | Matt Coda                   |
| 23 (232)  | 12/10/2022 | "Supersized: Elephant Swords"                     | | Hoja distintiva (utilizando acero 5160 de dos resortes de bobina de 250 lb, forjados en un bloque san mai) | Josh                                            | Rob                       | Clay                                         | Eland                       |
| 24 (233)  | 19/10/2022 | "Supersized: 5 Ton Challenge"                     | | Hoja distintiva (utilizando material de una pila de 5 toneladas de metales de desecho surtidos)            | David                                           | James                     | Robert                                       | Jason                       |
| 25 (234)  | 26/10/2022 | "Forged in Fire: Marvel's Midnight Suns"          | | Espada de Blade (utilizando cualquier acero y cualquier técnica)                                           | Jessie                                          | Paul                      | Luke                                         | N/A                         |
| 26 (235)  | 02/11/2022 | "Supersized: Hog Wild"                            | | Hog splitter (utilizando una barra de acero W1 de 12 libras)                                               | Ian                                             | Austin                    | Jason                                        | Robert                      |

### Forged in Fire: Best of & Championship Weapons (2021-2022)
Dave Baker presenta sus armas favoritas que han aparecido durante el programa 
| Episodios | Emisión    | Programa                          | Descripción |
| --------- | ---------- | --------------------------------- | --- |
| 1 BO1     | 24/11/2021 | "Bladesgiving"                    | Los Jueces recuerdan sus armas favoritas en el especial de Acción de Gracias. |
| 2 BO2     | 30/03/2022 | "Championship Long Swords"        | Dave Baker's muestra sus espadas largas favoritas: Scottish Claymore, Zweihänder, Fabyle Flyssa, Indian Two-Handed Sword, y Ida.                                                                    |
| 3 BO3     | 06/04/2022 | "Championship Weapons of China"   | Dave Baker presenta sus 5 armas chinas favoritas: butterfly swords (T3), hook sword (T3), deer horn knives (T4), tai chi sword (T4), and Chinese Dao (T5).                                          |
| 4 BO4     | 13/04/2022 | "Strongest Championship Weapons"  | Dave Baker muestra las más icónicas y mortíferas armas que fueron blandidas por los mejores guerreros de la historia :Nagamaki, Knightly Poleaxe, Glaive Guisarme, Scottish Claymore, y Zweihänder. |
| 5 BO5     | 20/04/2022 | "Championship Weapons of Africa"  | Dave Baker presenta las armas africanas más fascinantes :Ngombe Ngulu (Executioner's Sword), the Sengese, the Ida, the Shotel, and the Iklwa.                                                       |
| 6 BO6     | 27/04/2022 | "Championship Axes"               | Dave Baker nos recuerda sus hachas favoritas: Nzappa zap, Tabar-Shishpar, Horseman's Axe, y el Tabar.                                                                                               |
| 7 BO7     | 04/05/2022 | "Championship Daggers and Knives" | Dave Baker muestra sus dagas y cuchillos favoritos: El Katar, Haladie, Navaja, y el Nepalese Kukri.                                                                                                 |
| 8 BO8     | 25/05/2022 | "Championship Curved Blades"      | Dave Baker presenta alguna de las mejores hojas curvas: la Rhomphaia, Talwar, Katana, y el Hussiar Saber.                                                                                           |
| 9 BO9     | 01/06/2022 | "Championship Short Swords"       | Dave Baker muestra sus favoritas espadas cortas: Sica Sword, Roman Gladius, Yatagan, Cutlass, y Xiphos.                                                                                             |
| 10 BO10   | 08/06/2022 | "Championship Throwing Weapons"   | Dave Baker presenta las mejores armas arrojadizas: Chakram, Kpinga, Pipe Tomahawk, Zande Spear, y Viking Battle Axe.                                                                                |
| 11 BO11   | 15/06/2022 | "Championship Supersized Weapons" | Dave Baker muestra algunas de las armas extragrandes o Armas de asta: German Halberd, Jumonji Yari, Glaive Guisarme, Qinglong Ji, y la Bardiche.                                                    |

### Especiales
| Episodios | Emisión    | Programa                        | Título                            |
| --------- | ---------- | ------------------------------- | --------------------------------- |
| 1         | 28/03/2017 | Forged in Fire: Cutting Deeper  | "Night of Redemption"             |
| 2         | 04/04/2017 | Forged in Fire: Cutting Deeper  | "Night of Champions"              |
| 3         | 14/05/2017 | Forged in Fire: Cutting Deeper  | "Judges' Picks Night"             |
| 4         | 21/05/2017 | Forged in Fire: Cutting Deeper  | "Fan Choices Night"               |
| 5         | 25/05/2017 | Forged in Fire: Cutting Deeper  | "Fan Favorites Night"             |
| 6         | 04/07/2017 | Forged in Fire: Cutting Deeper  | "Champions Night"                 |
| 7         | 13/05/2020 | Forged in Fire: Meet the Judges | "Forged in Fire: Meet the Judges" |
| 8         | 30/12/2020 | Forged in Fire                  | "Judges' Home Forge Battle"       |

## Especial "Cuarentena"
En un episodio de relleno especial de cuarentena en el hogar de 2020, se toman dos meses con los tres jueces que son herreros en casa forjando cuchillas cada uno durante quince días y probando sus cuchillas por su cuenta, mientras son sus propios equipos de cámara. Ben Abbott forja una réplica de la espada soldada con patrón Sutton Hoo, supuestamente perteneciente al rey Raedwald; J. Neilson forja un cuchillo carnicero de competición con técnicas de damasco y sanmai; David Baker hace una espada con empuñadura de cestilla, con una recreación histórica de una canasta decorada de 12 piezas y una hoja de damasco. La esposa de J., Beckie, se queja de la falta de equipos de cámara.

## Influencias
En la ciudad de Cohoes, New York cercana a Albany, una persona inspirada por la serie, intentó forjar una pieza de metal en un barril al lado de su casa. El resultado fue un incendio que destruyó 3 edificios residenciales y dañó otros 28.

## Spin-offs
El 17 de abril de 2018, se estrenó en History Channel un Spin-off titulado en inglés Forged in Fire: Knife or Death, para Latinoamérica Desafió Sobre Fuego: La Gran Competencia y para España Forjado a Fuego: Cuchillo o Muerte. Esta serie es conducida por Bill Goldberg en compañía de Tu Lam, un experto en artes marciales y miembro retirado de los Boinas Verdes.